# Mathilde Brundage
Pour les articles homonymes, voir Brundage.

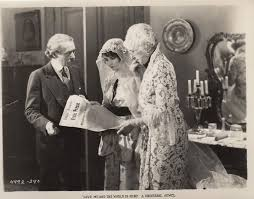
Mathilde Brundage avec Mary Philbin et Henry B. Walthall dans Love Me and the World Is Mine{' (1927).

Mathilde Brundage, née le 22 septembre 1859 et morte le 6 mai 1939, est une actrice américaine.

## Biographie
Connue également sous le nom de Bertha Brundage, elle nait à Louisville, Kentucky. Pendant une grande partie de sa vie, sa famille s'est opposé à son activité d'actrice.
Elle a fait ses débuts au cinéma dans The Crucible en 1914; son dernier film a été That's My Daddy en 1928.
Elle meurt en 1939 à l'hôpital St. Mary's à Long Beach en Californie.

## Filmographie partielle
- 1914 : The Crucible
- 1915 : L'Abandonnée (Emmy of Stork's Nest)
- 1916 : Le Pirate du Saint-Laurent (The River of Romance)
- 1917 : The Waiting Soul
- 1918 : The Silent Woman
- 1918 : Vie d'artiste (A Woman of Impulse) de Edward José
- 1918 : Cœurs ennemis (Wives of Men) de John M. Stahl
- 1919 : Dans la nuit
- 1921 : The Lady from Longacre
- 1921 : Mon gosse (My Boy) d'Albert Austin et Victor Heerman
- 1921 : Janette et son Prince (Lovetime)
- 1922 : A Front Page Story
- 1922 : La Conquête d'une femme de King Vidor
- 1923 : Les Étrangers de la nuit (Strangers of the Night) de Fred Niblo
- 1923 : Fashion Row
- 1923 : Blinky d'Edward Sedgwick
- 1925 : Matador (The Spaniard) de Raoul Walsh
- 1925 : La Charmeuse (The Charmer)
- 1926 : Coming an' Going de Richard Thorpe
- 1928 : Love Me and the World Is Mine
- 1928 : That's My Daddy

## Crédit d'auteurs
- (en) Cet article est partiellement ou en totalité issu de l’article de Wikipédia en anglais intitulé « Mathilde Brundage » (voir la liste des auteurs).